# Francis Browne (photographe)
Ne doit pas être confondu avec Francis Fisher Browne.
Pour les articles homonymes, voir Francis Browne et Browne.
Francis Browne, né le 3 janvier 1880 à Cork (Irlande) et mort le 7 juillet 1960 à Dublin (Irlande), est un prêtre jésuite irlandais, et photographe de renom. Il est surtout connu pour avoir pris de nombreuses photographies de la vie sur le Titanic entre Cherbourg et Queenstown, avant son tragique naufrage durant la nuit du 15 avril 1912.

## Jeunesse
Francis Browne est né le 3 janvier 1880 à Sunday's Well, près de Cork en Irlande. Il est le huitième enfant de James et Brigid Browne. Sa mère meurt le lendemain de son baptême (8 janvier). Franck voit également mourir son père par noyade durant son adolescence, le 2 septembre 1889. Il est alors élevé par son oncle, Robert Browne, évêque de Cloyne et vit dans la ville de Cobh, à l'époque appelée Queenstown par les Anglais.
Il étudie au collège du Belvedère à Dublin et au collège Castleknock, dans le comté de Dublin. En 1897, ayant réussi ses examens, il fait un voyage sur le continent avec un appareil photo offert par son oncle. C'est durant ce voyage qu'il commence à faire preuve d'un réel talent dans ce domaine, photographiant en Suisse, en France et en Italie.
À son retour au pays, Browne entre au noviciat des Jésuites (7 juillet 1897). Il étudie à l'Université royale de Dublin en compagnie de James Joyce, et fait ses études de philosophie à Chieri, près de Turin et se passionne pour la peinture. Il étudia ensuite la théologie à l'Institut de Théologie et de Philosophie de Miltown Park (Dublin) de 1912 à 1916. Browne est ordonné prêtre le 31 juillet 1915. C'est avant qu'il ne commence sa théologie que son oncle lui fait cadeau d'un billet de première classe entre Southampton et Queenstown.

## Sur leTitanic

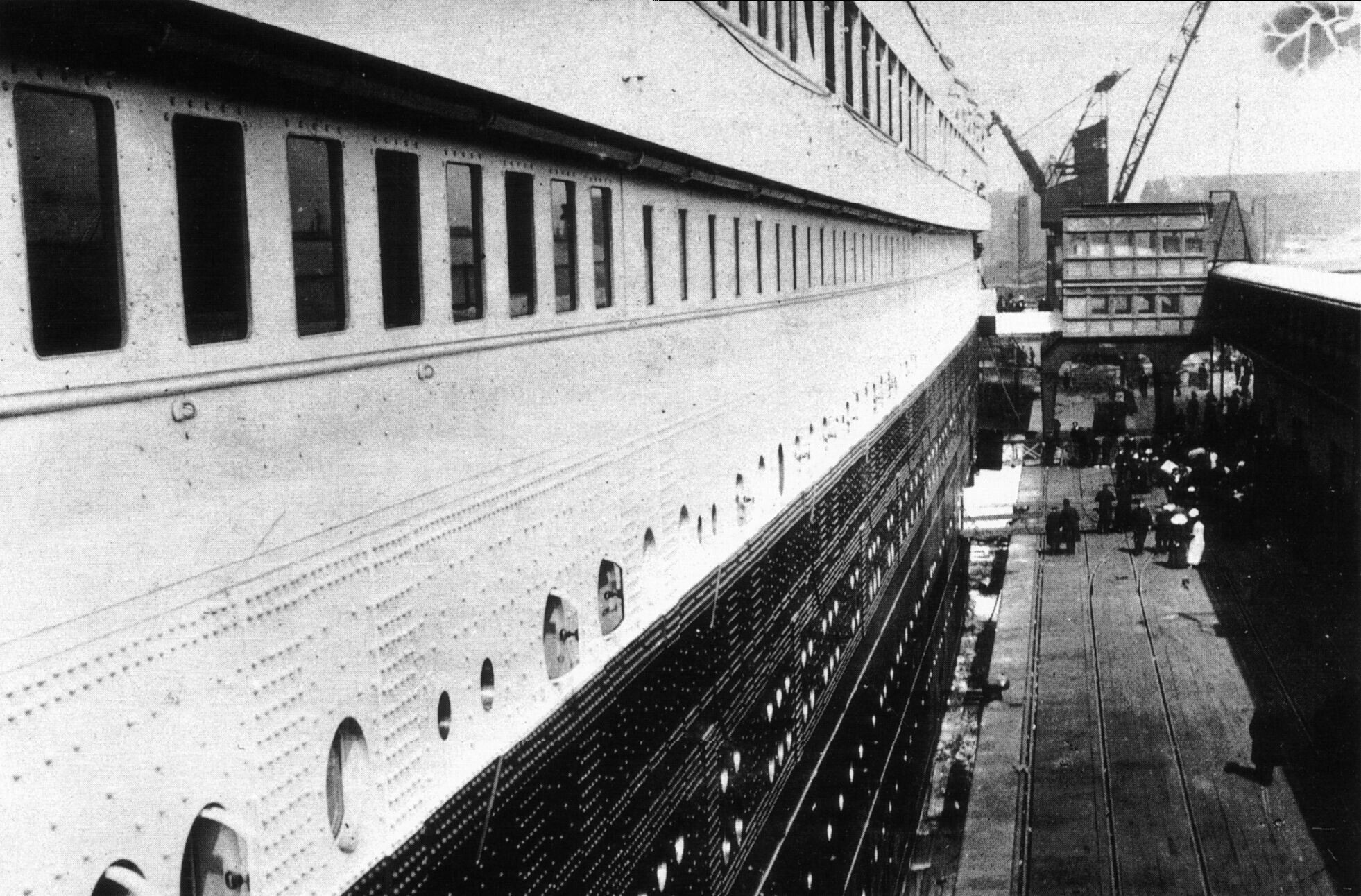
Photographie du Titanic par Francis Browne.

Franck Browne embarque donc sur le Titanic le 10 avril 1912. Il occupe la cabine A37, une cabine située près du Grand Escalier arrière et ajoutée peu avant le départ. Il prend de nombreuses photographies du Titanic, dont beaucoup figurent dans tous les ouvrages de références, comme une célèbre photographie du professeur de gymnastique E. T. MacCawley dans le gymnase. Sans le savoir il est ainsi le dernier à avoir photographié des passagers ordinaires comme des célébrités et membres d'équipage voyageant sur le paquebot, comme le commandant Edward Smith et le major Archibald Butt.
Entre Cherbourg et Queenstown, Browne se lie d'amitié avec un couple américain qui propose de lui payer l'entièreté de la traversée, jusqu'à New York. Il envoie un message télégraphique à son supérieur, qui lui répond simplement : « Débarquez de ce bateau - Le Provincial », ce qui lui sauve ainsi la vie. Browne débarque donc à Queenstown et se rend à Dublin pour ses études théologiques. Après le naufrage, ses photos ont subitement une importance toute différente. Il les vend à de nombreux journaux, et celles-ci firent le tour du monde.

## Après l'expérience duTitanic
Il participe comme aumônier militaire à la Première Guerre mondiale, notamment à la bataille de la Somme, et obtient la Croix militaire britannique et la Croix de guerre belge. Après la guerre, il est supérieur de la résidence jésuite de Dublin (Gardiner Street) et œuvre dans de nombreuses missions paroissiales. Il fait quelques voyages en Australie, Afrique du Sud, Europe, et même sur le RMS Olympic, le sister-ship du Titanic. Il prend de nombreuses photographies de ses voyages, un total de 42 000 dans toute sa vie.
Browne meurt à Dublin en 1960. Les négatifs de ses photographies sont retrouvés en 1986 et publiés dans plusieurs ouvrages.